# فيليب هيلتون
فيليب هيلتون (بالإنجليزية: Philip Hilton)‏ (10 مارس 1840 في المملكة المتحدة - 26 مايو 1906) هو لاعب كريكت بريطاني (وحمل سابقاً جنسية المملكة المتحدة لبريطانيا العظمى وأيرلندا).

## وصلات خارجية
- فيليب هيلتون على موقع إي آس بي آن كريك إنفو (الإنجليزية)